# Pablo Rotchen
Pablo Rotchen, né le 23 avril 1973 à Buenos Aires  (Argentine), est un footballeur argentin, qui évoluait au poste de défenseur central au CA Independiente, à l'Espanyol Barcelone et au CF Monterrey ainsi qu'en équipe d'Argentine.
Rotchen ne marque aucun but lors de ses quatre sélections avec l'équipe d'Argentine entre 1995 et 1997. Il participe à la Copa América en 1997, à la Coupe des confédérations en 1995 avec l'équipe d'Argentine.

## Carrière
- 1992-1999 : CA Independiente
- 1999-2002 : Espanyol Barcelone
- 2002-2005 : CF Monterrey [2]

## Palmarès

### En équipe nationale
- 4 sélections et 0 but avec l'équipe d'Argentine entre 1995 et 1997

### Avec Independiente
- Vainqueur de la Supercopa Sudamericana en 1994 et 1995
- Vainqueur de la Recopa Sudamericana en 1995
- Vainqueur du Championnat d'Argentine en 1994 (Tournoi de clôture)

### Avec l'Espanyol Barcelone
- Vainqueur de la Coupe d'Espagne en 2000

### Avec le CF Monterrey
- Vainqueur du Championnat du Mexique en 2003 (Tournoi de clôture)